# Pietro Vannoni

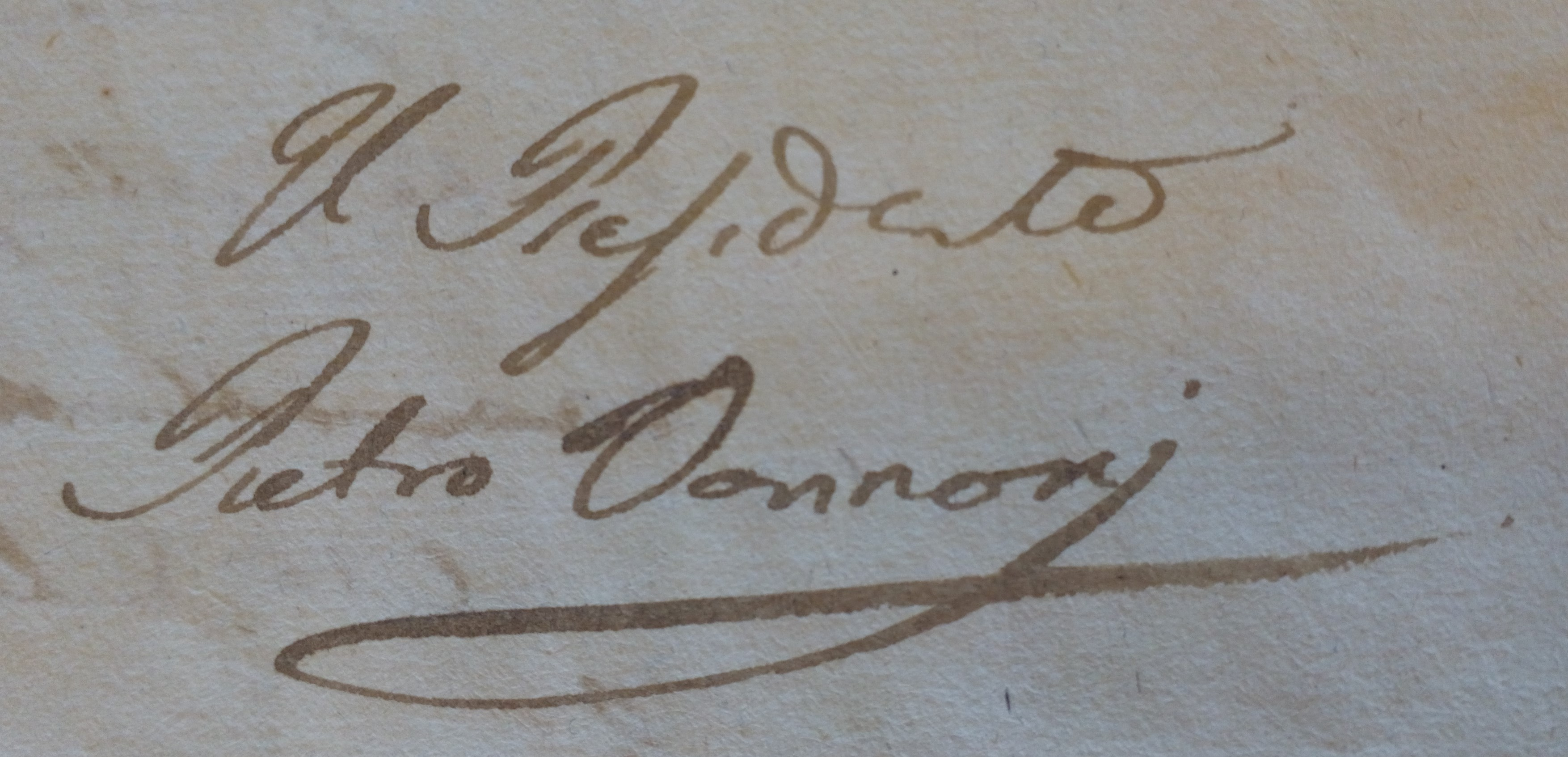
Autografo di Pietro Vannoni contenuto in appunti firmati per un discorso letto l'8 aprile 1826, conservato presso la Biblioteca Biomedica dell'Università di Firenze

Pietro Vannoni (Firenze, 12 febbraio 1802 – Firenze, 23 agosto 1876) è stato un medico italiano.

## Biografia
Pietro Luigi Maria Baldassarre, settimo figlio di Gaspero Vannoni e di Maria Annunziata Farcilli, nacque nel 1802 a Firenze. Dopo la laurea in medicina, frequentò la Scuola di perfezionamento dell'Arcispedale di Santa Maria Nuova dal 1822 al 1830.
Tra il 1834 e il 1835 intraprese una sorta di tirocinio formativo tra Padova, Venezia, Vienna, Parigi e Londra, mantenendo una fitta corrispondenza con Giovan Battista Mazzoni, all'epoca professore dell'Arcispedale.
Nel 1836 ottenne il suo primo incarico all'interno dell'ospedale, successivamente divenne professore di clinica ostetrica e di ostetricia pratica presso il R. Arcispedale di S. Maria Nuova dal 1840-41 al 1858-59, vicepresidente della Società medico-fisica e deputato dell'I. e R. Collegio medico alla I, II, IV e V riunione degli scienziati italiani, segretario per la sezione e sottosezione di scienze mediche alla III. Insegnò anche presso le Università di Pisa e di Vienna, chirurgo dell'I. e R. Spedale di S. Giovanni di Dio. Nel 1871 divenne Pensionato Regio.

## Opere
- Di una sordità congenita guarita dal Professore Gio. Battista Mazzoni chirurgo di camera delle LL. AA. II. e RR. Il Granduca e la Granduchessa di Toscana ec. ec. ec. e di un nuovo istrumento per traforare la membrana del timpano. Memoria di Pietro Vannoni di lui sostituto operatore nella clinica chirurgica dell’ I. e R. Spedale di S. Giovanni di Dio di Firenze, Firenze, Tipografia Bonducciana, 1830.
- Opuscoli ostetrici del prof. Gio. Battista Mazzoni e Lettere anatomico–patologiche di Pietro Vannoni al dottor Carlo Biagini professore d’istituzioni chirurgiche e di ostetricia teorico pratica negli Imperiali e Reali Spedali Riuniti di Pistoia, Firenze, nella tipografia Bonducciana, 1833.
- Biografia di Antonio Scarpa disegnatore, incisore e lavoratore di cere anatomiche, Firenze, Vincenzo Batelli e figli, 1838.
- Idee generali per guida di un razionale insegnamento di ostetricia Teorico Pratica esposte da P. Vannoni, Firenze, per V. Batelli e Compagni, 1839.
- Nota intorno una nuova classificazione della mole proposta da Pietro Vannoni, Firenze, Tipografia della Speranza, 1840.
- Dello scopo principale dell’insegnamento Pratico–Clinico dell'ostetricia e del metodo che a quello conduce. Prelezione di P.Vannoni, Firenze, Tipografia della Speranza, 1841.
- Dello scopo principale dell’insegnamento pratico-clinico dell'ostetricia e del metodo che a quello conduce. Prelezione di P. Vannoni, Firenze, tipografia della Speranza, 1841.
- Tesi proposte alla soluzione del Congresso Medico Toscano per la formazione del programma, Firenze, tipografia di Mariano Cecchi, 1848.
- Prelezione al corso cattedratico di Ostetricia Pratico-Clinica dell’anno 1851–52 letta dal prof. Vannoni il 24 gennaio nella scuola di complemento e di perfezionamento di S. Maria Nuova, estratto da Gazzetta Medica Italiana Federativa Toscana. Tom. II, ser. II, Firenze, Tipografia di Mariano Cecchi, 1852.
- Dell'officio dei doveri e dei diritti delli ostetricanti. Prelezione al corso cattedratico di Ostetricia Pratico-Clinica 1852–53 letta dal prof. Pietro Vannoni, Firenze, tipografia di Mariano Cecchi, 1853.
- Dell'officio precipuo delle società scientifiche, discorso pronunziato il 23 gennaio 1853 da Pietro Vannoni, Firenze, tipografia di Mariano Cecchi, 1853.

## Archivio personale
La Biblioteca Biomedica dell'Università degli studi di Firenze conserva il fondo di archivio Pietro Vannoni consistente in quattro faldoni di carte riguardanti soprattutto l'attività di medico, appunti, elenchi di strumenti chirurgici, il catalogo di libri e di opuscoli donati alla Biblioteca dell'Arcispedale, nonché carteggi vari con Giovanni Battista Mazzoni e altri.